# Levàixovka
Levàixovka (en rus: Левашовка) és un poble de l'óblast de Vorónej, a Rússia, segons el cens del 2010 tenia 295 habitants.